# كونار شبه مسنن الحوافي
كونار شبه مسنن الحوافي (الاسم العلمي:Connarus suberosus) هو نوع من النباتات يتبع جنس الكونار من الفصيلة الكونارية.